# The French Connection
The French Connection er en amerikansk kriminalfilm fra 1971 instrueret af William Friedkin.
Filmens hovedroller spilles af Gene Hackman og Roy Scheider.
Filmen blev efterfulgt af French Connection II.